# Nagesh Kukunoor
Nagesh Kukunoor, né le 30 mars 1967 à Hyderabad (Inde), est un réalisateur, scénariste, producteur et acteur indien.

## Biographie

### Formation
- Georgia Institute of Technology

## Filmographie partielle
- 2006 : Dor

## Récompenses et distinctions
- 2004 : Filmfare Awards : prix du meilleur scénario pour 3 Deewarein (en)
- 2006 : National Film Awards : Award for Best Film on Other Social Issues (en) pour Iqbal (en)